# Signature électronique manuscrite
Ne doit pas être confondu avec Signature numérique.
Pour les articles homonymes, voir Signature (homonymie).
 (mai 2010).
Si vous disposez d'ouvrages ou d'articles de référence ou si vous connaissez des sites web de qualité traitant du thème abordé ici, merci de compléter l'article en donnant les références utiles à sa vérifiabilité et en les liant à la section « Notes et références ».
La signature électronique manuscrite est une signature faite à la main sur un appareil électronique qui capte la signature ainsi que ses caractéristiques comme le temps d'exécution et la pression propres à chaque segment de la signature.

## Caractéristiques
La signature électronique simple permet d'inclure des signatures scannées ou numérisées, ce que l'on appelle parfois[précision nécessaire] « signature électronique manuscrite ».
Il existe plusieurs types de signature électronique simple. Cela peut être la signature via une carte de crédit et son numéro secret, dans le cadre d'un chiffre ou d'une série de signes sur un clavier, ou via le lecteur d'empreinte rétinienne ou le lecteur d'empreinte digitale, etc.
Un autre type de signature électronique s'effectue à partir de la signature manuscrite grâce à un tracé physique de la signature et d'autre part, un dispositif capable de capter et numériser ce tracé. La forme la plus commune de signature électronique manuscrite s'effectue au moyen d'une tablette de signature.
L'objectif de la signature électronique manuscrite est de simplifier des processus internes où la signature est indispensable (autorisations, accusés de réception, commandes, contrats, etc.). Cependant, leur valeur probatoire est réduite, il faut alors utiliser des techniques de sécurité supplémentaires qui permettent d'attribuer une certaine valeur probatoire aux preuves stockées grâce à ce procédé.

## Aspect juridique
Cette signature est intransmissible, la signature électronique manuscrite est une manière de s'identifier, à la différence des mots de passe, elle ne peut être ni volée ni oubliée :
- La signature est un acte volontaire ;
- Le processus de signature est reconnu par tous et constitue la preuve d'un accord volontaire ;
- Le signataire ne doit pas demander de certificat à un quelconque organisme de certification pour pouvoir utiliser la signature électronique manuscrite simple ;
- La signature enregistrée via un dispositif de signature électronique manuscrite peut être examinée par un expert en écriture.

Toutefois, une signature enregistrée dans l'un de ces appareils peut être associée à des documents différents de ceux signés par le signataire, c'est pourquoi le cadre de présomption est de moindre valeur.
Les experts en sécurité informatique et en cryptographie s'accordent pour affirmer l'extrême faiblesse et le danger de ce procédé, qui n'est en aucun cas plus sécurisé qu'un simple mot de passe ou que la preuve de possession d'un numéro de téléphone, par confirmation d'un SMS.
Ce qui est plus grave est que la notion même de signature est usurpée pour des raisons économiques. La photographie des signatures de chèque ne dépassant pas 8000€ est un bon exemple d'abus. Pourtant, des solutions de signature cryptographique existent, disponibles sur ordi-phone personnel et assurent même des fonctions de sécurisation plus fiables que la signature manuscrite.
Pourquoi en 2020 une telle solution de signature électronique manuscrite faiblement sécurisée persiste t-elle est un mystère.
On peut envisager en toute objectivité que le manque de sécurité donnera du travail supplémentaire aux avocats et juristes.